# فوزي سابا
فوزي سابا (1915 – 1982) أديب وشاعر لبناني، له آثار شعرية وأدبية قيّمة، وكتابات نشرت في عدد من الدوريات والمجلات اللبنانية.

## مولده ونشأته
ولد فوزي سابا وتوفي في قرية شيخان (قضاء جبيل - لبنان) التي تسمّى قرية المئتي كتاب لكثرة كتّابها وشعرائها ووفرة كتبها على الرغم من قلة أهليها. والده الأديب والطبيب جرجي سابا، وزوجته حسيبة ابنة الأديب والشاعر والمربي حنا نمر وشقيقة الأديب والمحامي حسيب نمر، والفيلسوف والكاتب والصحافي نسيب نمر، والمهندس والكاتب شكيب نمر.

## تعليمه وحياته العملية
- تلقى تعليمه الابتدائي في مدرسة قريته، ثم في مدرسة المنصف، ومن بعدها التحق بالجامعة الأميركية في بيروت، ولكنه لم يكمل تعليمه فيها.
- عمل موظفًا ومديرًا للنقل في شركة موبيل أويل في بيروت، ثم التحق محرّرًا رياضيًا في جريدة «الأحوال» اليومية (1933)، 
- راسل عددًا من الصحف والمجلات، منها: العرائس، التلغراف، الدستور، الجمهور.
- تسلم تحرير الصفحة الأدبية بجريدة الهدف (1960) وعمل مراسلاً لعدد من المجلات والصحف.
- تولى لسنوات تدريس اللغة الإنجليزية والنقد الأدبي في مدرسة الجودة (جل الديب) وترأس الندوة الأدبية فيها.
- أحد مؤسسي نادي ليونز بيبلوس.

## أعماله

### المطبوعة
1-	مذكرات مستخدم (نشرت مسلسلة في صحيفة «الدستور»).

2-	من الأعماق لأوسكار وايلد (معرّب)

3-	سالوما (ملحمة شعرية)

4-	أمين نخلة الفنان 1960

5-	مناسك الآلهة 1961

6-	جبيل وبلادها في التاريخ 1968

7-	المؤامرة الكبرى على اللغة الفصحى 1974

### المخطوطة
1-	موسوعة الأعلام (قاموس عن الأدباء اللبنانيين الراحلين والأحياء)

2-	ديوان فوزي سابا

3-	ثورة الفلاحين – طانيوس شاهين

4-	ديوان أناشيد لبنانية

5-	ديوان الشعر اللبناني

6-	ديوان الشعر الأندلسي

7-	شعراء عرفتهم

8-	دروب السير

9-	مفكرة الفكرة

10-	الرجل الطيب (سيرة والده)

### أخرى
له عدد كبير من المقالات والقصائد التي نشرت في عدد من المجلات والدوريات، منها «العرفان» و«الورود» و«الانطلاق».

## خلاصة
فوزي سابا شاعر وطني امتزجت أحاسيسه بتاريخ لبنان وطبيعته وإبداعاته وإنجاز رجالاته، معتمدًا تقاليد القصيدة العربية، ومحافظًا عليها من عروض خليلية وقافية موحدة. اتسمت قصائده بالميل إلى الطول، وأسلوبها الجزل، وعبارتها المحكمة، والميل لاستخدام المحسنات البديعية، واستخدام نظام المقطوعات أحيانًا.

## من شعره

### لقيا...
عجبًا أن تكون أنت على الطيبِ | وتبقى حيرانَ أين الجـوانب

لا على ناسمٍ تشعَّث والصبـــــــ|ـحُ، فغطّى جبينها والترائب

لا على خصلةٍ تحوك مع الشمـــــ|ـسِ، وتَهنا على لجينٍ ذائب

ويسوح العبير فالزهو ومضٌ | ونجاوى مع التفاف الذوائب

أنت في وجهها فكل التفاتٍ | مثقـلٌ بالعطاء منه مواكب

تتراءى على نقاوة خدَّيْـــــــ|ـها أهازيجُ نشوةٍ ورغائب

لكأن العيون تبعث في الضو|ءِ نداءً معجَّلَ البوح واثب

أنت في خَدِّها وفي الهمِّ والبَوْ|حِ، وفـي رفَّة الجفـون مطـالب

في نضار السماح والتوق جذبٌ | والمـواعيدُ مترفات الجلابب

ينسم الطيب كلما لفتتْ جـيـــ|ـدًا، فدنيا مهلّةٌ وسحائب

عجبًا يزهد الجمال وحتى | في بواكيره معَنّىً وثائب

يانعٌ يا قطافها تأخذ العيـــ|ـنُ مداها والتوْقُ شهوانُ راغب

مثقلٌ بالعطاء ما يبذل الكر|مُ سماحًا وتجتنيه الجوائب

رائقُ الخدّ أملسته لحاظٌ | تترامى عليه هلكى المتاعب

وجلته الظنون فانتشرَ البَوْ|حُ سمـاحًا تندى عليه حباحب

رافقتني على الظماء عيونٌ | تستقيك الحنانَ مِسماح غاضب

### القوافي العذارى
حـمـلـتُ مـنك إلى أيـامـنـا شَمَمــــــــا | ورحتُ أُعـلـي عـلى أبراجهـا القبَبـــــــا

مـن كل قـافـيةٍ جِنِّيَّةٍ سمـــــــــــــــرت | وطـوَّفت مـن صـبـاهـا العطر والـحَبَبـــــا

ونـادمتْ، راقصتْ، غنَّت تدلّلهـــــــــــــا | فـي كل ثغرٍ له بـوحٌ ومـا نضبـــــــــــا

تجـدَّلـتْ، نعـمتْ، ضجَّ العبـير بـهــــــــا | وسـاح مـنهـا شمـيـم الصـاخبـات صِبـــــا

سمعتُ هـزجَ صـبـايـا، كلُّ غانـــــــــــيةٍ | فـي لـحظهـا أنَفُ العـمـر الـذي ذهـبــــا

ولـيـنُهـا مَلَسٌ تـاه الغواءُ بـــــــــــه | كأنه مـاجنٌ يفري بـمـا رغبـــــــــــــا

عـلى تـمـالُسِه هفّ الرقـــــــــــــاقُ له | سمـائرٌ عطفت، أو مدنفٌ غضبــــــــــــــا

تلك العذارى حـمـيـمـاتٌ عذارتهـــــــــا | مـا استـمـلـحتْ خـاطرًا إلا إلـيـهـا صـبـا

نديـمُ هـمِّك مـا قـارورةٌ هــــــــــــمست | عـلى الفـواغـي، فجنّ السـامـرون أبـــــا

وغلغلـت فـي الـمـراض الـذابحـــــات غوًى | نهجًا إلى خـاطرٍ فـي ظنه وثَبــــــــــــا

صـفـاؤهـا أي عـيـنٍ مـاؤهــــــــــا ألقٌ | وصدقُهـا جـاوزت فـي سكبـه السُّحـبـــــــا

نديـمُ هـمِّك أطـيـابٌ بسلسلهـــــــــــــا | مـا هـمَّهـا زائفٌ فـي زيفه هضبــــــــــا

حدٌّ كـمـا الســـــــيف، إن يضربْ يُقِمْ سُنَنًا | كـالـحقّ صـارخةً، والعزّ مـلـتهـبــــــــا

وزيـنةٌ، مـا غوانـي الـحقـل مـــــــائسةً | بكل لـونٍ عـلى أزيـائهـا انسكبـــــــــا

مطـارفٌ، مـا عـروسٌ فـي تـنعُّمهــــــــــا | أبـهى متى بـوحةٌ أذكت بـهـا الطربــــــا

تلك الـمـلـوك بتـيجـانٍ أسـرتهـــــــــا | والـمـلهـمـون عـلى أكـوانهـا الأدبــــا

تحـاورَ الـحسنُ رِفْهًا فـي دقــــــــــائقه | مـلسـاء تـوقـظ فـي تضـيـيعهـا الطلـبــا

هـذي القـوافـي عذارى خلـتهـا سلَبــــــا | أتـيـتُهـا، كـنـتُ مـنهـا النهـب والسلـبـا

مـثل الفـوارس، نـبـلٌ فـي تلطّفهــــــــا | ونُبـلُهـا أنهـا خلّت لك السببـــــــــــا

### لبنان
تعب الزمـان ومـا تزال تســـــــــــــيرُ	  |	لَعـلـيك مـن جُنْحِ الإله كثــــــــــــيرُ؟_

جـبـلٌ تطـاولـت النجـوم لفـــــــــــيئه	  |	فعـلى الروابـي أنجـمٌ وبـــــــــــــدور

وعـلى السفـوح عـنـادلٌ وبـلابــــــــــلٌ	  | 	وعـلى الريـاض تـنمُّقٌ وعبــــــــــــــير

وإذا الرواءُ فللسهـــــــــــــــول تَخَطُّرٌ	  |	ومتى الـتأنّقُ فـالـبسـاط وثـــــــــــير

يسعى النديـم بكأسه فإذا انــــــــــتشى	  |	سعتِ الكؤوسُ وللــــــــــــــــمدام هدير

والغـيـمُ يـنسج للروابـــــــــــي مئزرًا	  |	فعـلى الـوهـاد شـواطئٌ وبحــــــــــــور

والشـامخـاتُ إلى العـلاء ســــــــــوابحٌ	  |	لـتخـالهـا فـي الـيَمِّ وهـي تســـــــــير

نُتَفُ الضبـاب عـلى السفـوح تـنـــــــاثرت	  |	حـيرى، العـشـية أيـن أيـن مـصــــــــير

فتعـلّقت بـيـن الشعـاب جـــــــــــدائلاً	  |	والضـوءُ مـنهـا مخمـلٌ وحـــــــــــــرير

ورقـارقٌ كـالـوشم عـند غـيـــــــــــاضه	  |	تـرجـيعُ قـيثـارٍ له تكبـــــــــــــــير

والنرجسُ الـحـيران أيـن خـيــــــــــاله	  |	والـيـاسمـيـن قنـاطرٌ وعطـــــــــــــور

والضـوءُ فـي الفسحـات يرقص مـــــــــثله	  |	مـاءُ العـيـون وللغرام سعـــــــــــــير